# The Searchers
A The Searchers angol beategyüttes volt, amelyik a Brit Invázió mozgalom fontos része volt, olyan zenekarokkal együtt, mint a the Beatles, a the Hollies, a the Fourmost, a the Merseybeats, a the Swinging Blue Jeans és a Gerry and the Pacemakers.
Az együttes legismertebb dalai a The Drifters Sweets for My Sweet című dalának feldolgozása, a Sugar and Spice és Jackie DeShannon Needles and Pins és When You Walk in the Room című dalainak feldolgozása. További két ismert daluk is feldolgozás: a Don't Throw Your Love Away a The Orlons ugyanilyen című dalának feldolgozása, míg a Love Potion No. 9 a The Clovers ugyanilyen című dalának feldolgozása.
A Searchers 1959-ben alakult Liverpoolban, és 2019-ben oszlott fel. Elődjük egy skiffle zenekar volt.

## Diszkográfia
Kilenc nagylemezt adtak ki.
- 1963 – Meet The Searchers
- 1963 – Sugar and Spice
- 1964 – It's the Searchers
- 1965 – Sounds Like Searchers
- 1965 – Take Me for What I'm Worth
- 1972 – Second Take
- 1979 – Searchers
- 1981 – Play for Today
- 1988 – Hungry Hearts